# Johannes Anthonie Landman
Johannes Anthonie Landman (Goes, 2 juni 1912 – Amsterdam, 7 september 1956) was een Nederlands architect.
Hij was zoon van winkelbediende Hubrecht Landman en Jacoba Schipper, die in 1916 naar Amsterdam trokken. Hijzelf was in mei 1945 in Berlijn getrouwd met Irmtraud Brunhilde Schulze, alvorens zich te vestigen aan de Deurloostraat, Amsterdam-Zuid.
Landman was van origine bouwkundig tekenaar, opgeleid aan de MTS en Ambachtsschool, aldus het militieregister. Hij was aan de Industrieschool aan de Dongestraat in 1934 afgestudeerd in bouwkunde. Hij ontwikkelde zich tot architect. Aan het eind van zijn korte leven ging hij samenwerken met Bart van Kasteel, hetgeen leidde tot het complex Amstel 135-141.
Hij ontwierp niet alleen nieuwe gebouwen maar werd ook ingeschakeld bij renovaties. Werk van hem waren in 1956 nog fabrieksgebouwen aan de Helicopterstraat, Marnixstraat (Henriëtte-Hofje) en gebouwen te Goirle, Vinkeveen en een complex van 51 woningen in Borculo. Hij overleed nadat hij voor de "Coöperatieve Vereniging Bouwbelang" een lezing had gehouden over systeembouw Hugo Morawetz; prefabelementen uit Oostenrijk).
Hij overleed onverwachts op 44-jarige leeftijd. Hij werd begraven op Zorgvlied.